# Мечеть Аль-Нур (Гуам)
Мечеть Аль-Нур (араб. نور‎) — единственная мечеть на острове Гуам, неинкорпорированной организованной территории США.

## История
В конце XX века количество мусульман на Гуаме начало увеличиваться и достигло 100 человек, что составило около 0,1 % от всего населения острова.
В связи с увеличением количества мусульман на острове возникла необходимость в постройке мечети. Строительство мечети было начато по инициативе Ассоциации мусульман Гуама в 1997 году. Мечеть была построена рядом с центром Ассоциации мусульман Гуама (основан в 1990 году) в деревне Манджилао в 2000 году.
Первым имамом был профессор Университета Гуама Фарук Абави.

## Описание
Мечеть Аль-Нур расположена в деревне Мангилао. Из-за ограниченного бюджета, мечеть представляет собой небольшое здание для молитв.
Проповеди проводятся на английском языке с цитатами и стихами из Корана на арабском языке. Мечеть часто используют для празднования мусульманских праздников, таких как Рамадан и др. Также в мечети проводят церемонии в случае похорон и разводов. Нынешним имамом является архитектор Мухаммад Асмуни (Муни) Абдулла.